# Parthenopolis (Bithynien)
Parthenopolis war in der Antike eine Stadt in Bithynien.
Plinius nennt Parthenopolis in seiner Naturalis historia (5,148) in einer Aufzählung von Orten in Bithynien. Der Plinius-Herausgeber Gerhard Winkler meint, dass es sich wohl um die heutige türkische Ortschaft Koca Irmak bei Bartın handelt, die am Fluss Bartın Çayı, dem antiken Parthenios, liegt. Eutropius erwähnt dieses Parthenopolis in seinem Breviarium (6,10) bei der Aufzählung von Städten, die Marcus Terentius Varro Lucullus (Marcus Licinius Lucullus) im Jahr 72 v. Chr. einnahm. Im Breviarium des Rufius Festus erscheint im 9. Kapitel ebenfalls Parthenopolis unter den damals von Lucullus eingenommenen Städten.